# Karim Maroc
Karim Maroc (Hassi El Ghella, Argelia francesa, 5 de marzo de 1958) es un exfutbolista y entrenador de fútbol de Argelia que jugaba en la posición de centrocampista.

## Carrera

### Club
| Periodo   | Club            |
| --------- | --------------- |
| 1976-1979 | Lyon            |
| 1979-1980 | Angers SCO      |
| 1980–1981 | Lyon            |
| 1981–1982 | Tours FC        |
| 1982–1985 | Brest           |
| 1985–1986 | Montpellier HSC |
| 1986–1987 | CD Logroñés     |
| 1988–1989 | MC Oran         |

### Selección nacional
Jugó para Argelia en 22 ocasiones de 1982 a 1986 y anotó tres goles; participó en dos ediciones de la Copa Mundial de Fútbol y en la Copa Africana de Naciones 1986.

### Entrenador
| Periodo   | Club        |
| --------- | ----------- |
| 1997-2002 | Argelia U20 |

## Logros

### Club
- Campeonato Nacional de Argelia (1): 1988

### Individual
- Goleador de la Copa de Francia 1981-82 (6 goles)